# Gustaf von Röök
Gustaf von Röök, född 28 oktober 1773, död 2 april 1852 i Gårdeby församling, Östergötlands län, var en svensk ämbetsman. 

## Biografi
Gustaf von Röök föddes 1773. Han var son till militären Carl Fredrik von Röök och Elisabet Märta Låstbom. von Röök blev 1786 student vid Uppsala universitet och 26 april 1790 auskultant i Göta hovrätt. Han blev 25 september 1792 vice häradshövding, 30 april 1795 häradshövding i Åkerbo, Memmings och Skärkinds häraders domsaga och var 13 mars 1799 adjugerad ledamot i Göta hovrätt. von Röök blev 26 februari 1804 häradshövding i Åkerbo, Bankekinds, Hanekinds, Memmings och Skärkinds häraders domsaga och fick 22 december 1808 lagmans karaktär. Han utnämndes 3 juli 1809 till RVO och blev 28 oktober 1809 ledamot i Patriotiska sällskapet. von Röök blev 30 juni 1814 korrespondent i Kungliga Lantbruksakademien och utnämndes 6 februari 1843 till RNO. Han avled 1852 på Åkerby i Gårdeby socken.

### Egendom
von Röök ägde gården Åkerby i Gårdeby socken.

### Familj
von Röök gifte sig 24 december 1802 på Kyleberg, Svanshals socken med Ulrika Talena Boij (1784–1878), dotter till majoren Adolf Fredrik Boij och Ulrika Albertina Bergenstråhle. De fick tillsammans barnen Anna Magdalena Elisabet Albertina von Röök (1803–1885) som var gift med vice häradshövdingen Per Anders Stuart, stiftsjungfrun Carolina Lovisa Christina von Röök (1806–1888), kammarherren Lars Adolf Fredrik Gustaf von Röök (1807–1884), Carl Napoleon Vilhelm von Röök (1809–1815), jaktlöjtnanten Frans Oskar von Röök (1811–1889), Ulrika Talena Vilhelmina Cornelia von Röök (1813–1831), Emilie Charlotta Gustava von Röök (1815–1900), Juliana Augusta von Röök (1817–1897) som var gift med grosshandlaren Samuel Arfwidson och Hedvig Sofia Ottiliana von Röök (1819–1889) som var gift med överstelöjtnanten Johan Gustaf Hierta.